# ユナイテッド・エクスプレス3411便乗客強制排除事件
ユナイテッド・エクスプレス3411便乗客強制排除事件（ユナイテッド・エクスプレス3411びんじょうきゃくきょうせいはいじょじけん、英: United Express Flight 3411 incident）は、2017年4月9日、アメリカ合衆国イリノイ州シカゴのシカゴ・オヘア国際空港で出発待機中であったルイビル国際空港行きユナイテッド・エクスプレス3411便（リパブリック航空運航、エンブラエル 170）に搭乗していたベトナム系アメリカ人の乗客デイビッド・ダオ・デュイ・アン (David Dao Duy Anh) が、3411便から排除させられ、強制降機の際に空港職員から暴行を受け負傷した事件である。
乗り合わせた別の乗客によって、この降機に至るまでの一連の光景が撮影されており、映像や写真がSNSに投稿されると、多くの人々が事件に対して批判の声を挙げた。
当初、この事件の発端はオーバーブッキングによるものだとされていた。しかしユナイテッド航空は後に、3411便の座席状況について明らかにし、売り切れではあったが、オーバーブッキングではなかったと発表している。

## 事件の概要
2017年4月9日午後5時40分ごろ、ユナイテッド航空、及び3411便を運航していたリパブリック航空は、翌日ルイビル国際空港での引継ぎ乗務に必要な乗務員を収容するため、4人の乗客を降機させなければならないという結論に至った。このとき、航空機のドアはまだ開いていた。この乗務員たちは元々、午後2時55分に出発することになっていたユナイテッド航空4448便に搭乗する予定であったが、4448便は機体の機械的トラブルで出発が大幅に遅延していた。一方、乗務員たちが翌日の乗務のため、規定通りの休息を確保するには、どうしても夜までにルイビルへ移動する必要があり、このため3411便の出発予定時刻19分前となる午後5時21分に至って、リパブリック航空の手配により急遽3411便への搭乗が決定された。
何人かの乗客は、ユナイテッドの管理職員、ダニエル・ヒルの振る舞いが事態を急速に悪化させたと語った。乗客の一人、タイラー・ブリッジは「航空会社の管理職員が飛行機に入ってきて、『今夜ルイビルに飛ばなければならないユナイテッド航空の乗務員がいます。...この便は乗客4人が降りるまで出発しません。』と言いました。」と述べている。乗客のジェイソン・パウエルはこの説明を聞いた限り、なぜヒルがイライラとした好戦的な口調で状況を説明していたのか理解できなかったと述べた。パウエルは「その口調に私は驚きました。」、「彼女は事態を進展させることができず、その指揮ぶりはあまりにお粗末でした」と述べた。
後のCNNのインタビューで乗客のジョン・クラッセンは「最初の（降機）依頼が行われた後ユナイテッドの職員は去りましたが、事態はより悪化するばかりでした。...彼らが交渉を試みただけならば、事件など何一つ起こらなかった。...彼らは交渉するのを面倒がっていました。」と述べた。
ユナイテッド航空は、400米ドルの補償金と次回ユナイテッド航空利用時に使用できる旅券、ホテルへの滞在費、21時間以上後に出発するユナイテッド航空便への振り替えを条件に降機してくれる乗客を募ったが、誰もこれに応じなかったため補償金を800ドルに引き上げた。しかし、この条件でも降機する乗客が現れなかったため、ユナイテッド航空はコンピュータで無作為に4人を選択して降機させる旨を乗客に伝えた。選ばれた乗客のうち3人、一組の夫婦とダオの妻と考えられている女性は要求に応じ降機した。しかし、ケンタッキー州エリザベスタウン出身のベトナム系アメリカ人医師デイビッド・ダオ（当時69歳）は、翌日診療所で診察を行う必要があるため降機には応じられないと要求を拒否した。このためユナイテッド航空はシカゴ市警察とは別の権限を持つシカゴ空港警備局に助けを求めた。
この時の様子について乗客のメアリー・マイヤーズは「彼（ダオ）は『私は飛行機から降りることはできません。私は家に帰らなければならない。私は医師であり、朝病院に行かなければなりません。』と答えました。」と述べている。また、マイヤーズはダオの発言に対するヒルの態度について「彼女（ヒル）は『それでは、警察に電話してあなたを飛行機から退去させます。』と告げたのです。他のどんな管理職員でも、ここまで事を荒立てたりしなかったでしょう。正直なところ、私はこの事件の責任は彼女にあると思います。警備員による強制降機などという、大仰な処置をとる必要などどこにもありませんでした。」と述べ、ヒルが他の手段を講じず、いきなり強制降機させることを選んだことを批判している。
警備員がやってきてもダオは降機することを拒み続け、そこから叫んで引きずり出された。別の乗客によると、警備員のジェームズ・ロングがダオを引きずり出す前にダオの顔を肘掛けに叩きつけ、その際にダオは顔と口を負傷した。」乗客の目撃証言によると、ダオが飛行機から引きずり出された後警備員たちは笑っていた。4人の職員はそれから空いている席に座った。その後間もなくして、ダオは「家に帰らなければ」、また「殺されてしまう。」と呟きつつ3411便に再搭乗したものの、座席で倒れ担架で運び出された。残りの乗客は血を清掃するために一旦降機させられた。
ダオの顔面は血だらけであった。乗り合わせた他の乗客はスマートフォンのカメラ機能を使用してこの一連の流れを撮影しており、動画や写真がソーシャルメディアで広く拡散された。別の乗客はダオは人種的理由により選ばれたと主張している。ダオは鼻の骨折、2本の前歯の欠損、副鼻腔の損傷、脳震盪などの怪我を負って病院に運ばれた。ダオの弁護士によると治療には再建手術が必要であったという。
3411便は予定より2時間2分遅れの中部夏時間午後7時21分に出発し、2時間遅れの中部夏時間午後9時01分にルイビル国際空港に到着した。

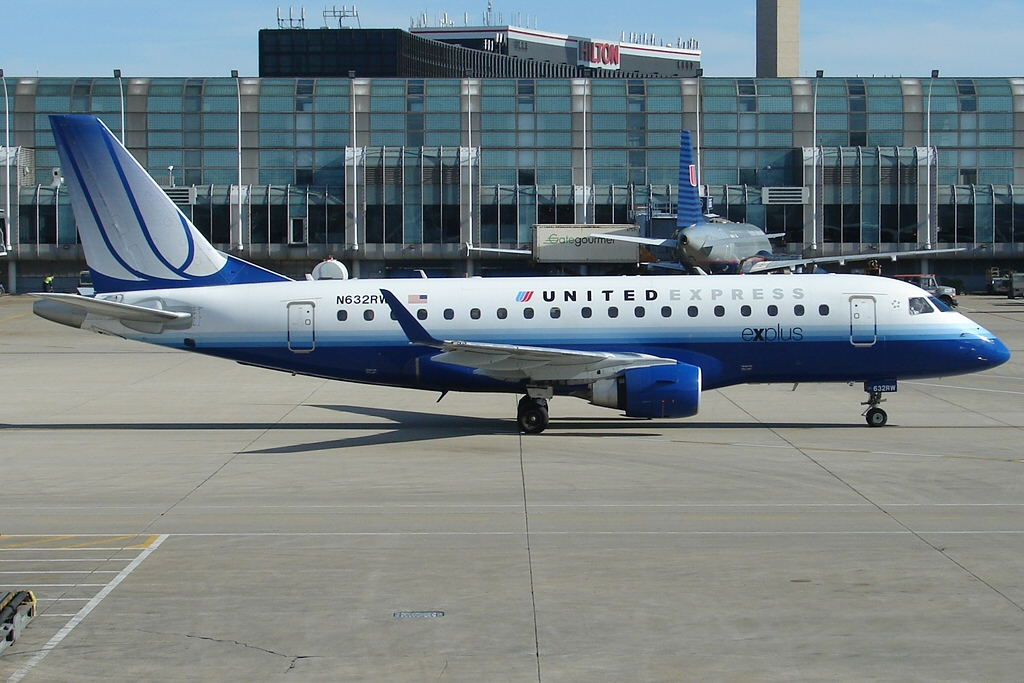
旧塗装のN632RW

## 事件後
翌日、ユナイテッド航空のCEOオスカー・ムニョスはダオの強制降機について声明を出したが、一連の行為は「ただ乗客を振替便に移しただけである」としてダオに謝罪することはなかった。ムニョスはまた、ユナイテッド航空の従業員宛の電子メールで今回の降機は確立された手順に則って行われた物であり、ダオは「破壊的」で「喧嘩腰」な乗客であったと表現した。
しかし、ダオが「破壊的」で「喧嘩腰」な人物であるという説明は、乗り合わせた乗客による事件の説明と矛盾していた。乗客の1人ジェイソン・パウエルは、ダオは喧嘩腰ではなく「実際のところ彼は非常に礼儀正しかった。」と述べた。また別の乗客であるジョーヤ・カミングスが携帯で撮影していた動画に写っているダオの姿も、ムニョスの説明とは矛盾していた。
ムニョスとユナイテッド航空は、最初の声明について鋭く批判された。事件そのもの、そして事件後にも被害者への謝罪がなかったことにより、世界中から非難の声が殺到し、「あまりにも感覚がズレていておかしすぎる」「非常識すぎて、ただの人権蹂躙でしかない」という苦情が相次いだ。
こうした批判を受け、事件から2日後、ムニョスはCEOとして改めて謝罪し、二度とユナイテッド航空の航空機でこのような事件を起こさないことを約束するという声明を発表した。彼は「どなたもこんな虐待を受けるべきではありません」と述べた。ABCによるテレビインタビューで、アナウンサーから「あなたはダオが、何らかの形で過ちを犯したと思いますか？」と尋ねられ、ムニョスは「いいえ、思いません。彼は料金を支払い、当社の航空機に搭乗しただけのお客様でした」と答えた。
事件の結果として、ムニョスは予定されていたユナイテッド航空会長への昇進を取り消された。ダオは4月27日にユナイテッド航空と友好的な和解に至った。和解条件は公表されていない。また同日、ユナイテッド航空が最終報告書を発表。本件に関しては『謝罪しても謝罪し切れず、責任は全てユナイテッド航空にある』として改めて謝罪。「オーバーブッキングの削減」「安全または保安上の問題がある場合を除き、警察などの法執行機関による協力を依頼せず（4月12日に実施済み）、既に搭乗した乗客に対し降機を強制しない」「補償額の上限を10,000米ドルに増額する」などの改善案を明確にし、順次施行していく意向を表明した。
- 本事件に関して、複数の米国上院議員から寄せられた手紙。
- ホワイトハウスでの記者会見（ショーン・スパイサーによる）。
- ショーン・スパイサーの会見における質疑応答。
- 事件後に作成された、ユナイテッド航空への反響を伝える動画。

## 余波
2017年4月11日、シカゴの法律事務所Golan Christie TagliaとCorboy & Demetrioはダオとその家族の代理人として「世界中の皆様から、祈り、心配、支援をお寄せいただき、非常に感謝しております。」と伝え、また「ダオ医師とご家族は現在怪我の治療と精神的なケアに専念しておられます。彼らはダオ医師が十分回復するまで、プライバシーが守られるよう望んでおり、メディアには一切発言しません。」と発表した。
この事件に対応した3人の警備員はジェームズ・ロング、マウリシオ・ロドリゲス・ジュニア、スティーブン・スミスで、この3人の上司はジョン・ムーア巡査部長であった。このうちロングは空港の制限区域への車の乗り入れを禁ずるという管理職員からの命令に従わなかったため長期の出勤停止処分を受けており、仕事に復帰した直後であった。またムーアは、1999年から2009年の間に、無断欠勤で少なくとも7回にわたり懲戒処分を受けていた。
3411便での事件後、ロドリゲスとスミスは4月12日に、ムーアは4月19日に懲戒休職の処分を受けた。シカゴ航空局は、「ユナイテッド航空3411便の事件は我々の標準的な手順に従っておらず、空港警備員の行動は容認し得るものではない」と述べた。空港警備員は民間警備員と比較してより多くの訓練とより良い給料を受けるが、シカゴ警察の警察官よりは少ない訓練とより少ない給料である。
事件の直後に市の監察官、ジョゼフ・ファーガソンが調査を開始した。監察総監室 (OIG) は2017年10月17日に、2017年第3四半期の報告書で彼らの調査結果を発表した。調査の結果、3人のシカゴ航空庁 (CDO) の空港警備員 (ASO) と1人の空港警備員巡査部長がシカゴ市の人事規定に違反したことが判明した。具体的には：
- 最初のASO（ジェームズ・ロング）は、平和的な状況を暴力的なものにエスカレートさせ、CDAの"Force Policy of Use Policy"に違反した。ロングの暴力により乗客は肘掛けに顔を強打し、その結果、脳震盪を起こし、鼻骨を骨折し、前歯を2本失うという被害を受けた。
- 2番目のASO（マウリシオ・ロドリゲス・ジュニア）は2つの報告で誤解を招くような発言をし、3番目のASO（スティーブン・スミス）は最初のASOが航空機から乗客を強制的に連れ去ったことに関する報告書において重大な省略を行った。
- 巡査部長（ジョン・ムーア）は3人のASOからの報告から故意に重要な事実を削除した。

OIGの報告を受けてCDAはロングとムーアを解雇し、ロドリゲスとスミスに5日間の職務停止を命じた。

### 空港保安業務の変更
2017年6月29日、イリノイ州法執行機関と訓練・規格委員会は、シカゴ空港警備局の認証を取り消し「その機関は、警察の機関ではない」と述べた。
この事件に促された見直しの結果、2017年7月にシカゴ航空庁は、非公認の武装していない空港警備員は、実際にはイリノイ州法に基づく警察官ではないと報告した。彼らの制服・バッジ・自動車は、歴史的な理由のために「不適切」に「警察」と分類されていた。この報告では、誤った記章が数ヶ月以内に取り除かれることを約束した。

### ソーシャルメディア
事件の間3411便に残っていた乗客の撮影した動画や写真はSNSへの投稿を通じて多くの人々に共有され、主要な大手メディアもそのような動画を取り上げて報道を行った。そのようなビデオの1つは87,000回共有され、1日もしないうちに680万回視聴された。
目撃者の一人が『ワシントン・ポスト』に語ったように、被害者は当初中国系アメリカ人であると考えられていた。ダオの娘、クリスタル・ダオ・ペッパーは後の記者会見で彼女の父親はベトナム系中国人であると発言した。
このため、この事件は中華人民共和国・ベトナムのソーシャルメディア上でも大きく取り上げられ、中華人民共和国のミニブログサイト新浪微博では、最も注目されているトピックとなり、4億8,000万人を超えるユーザーの注目を集めた。ベトナムでは、アメリカ合衆国で報告されたダオの過去の主張に対する否定的な反応もあったが、これは無関係でおそらく人種差別主義者と見なされた。
ダオの報道では、他のアジアの人々も、人種差別的な侮辱行為が行われていると感じているとされた。
この事件はユナイテッド航空がレギンスを着用しているという理由で10代の少女2人の搭乗を拒否し、その対応の可否を巡って大きな論争が巻き起こった直後に発生した。まだ搭乗拒否の論争が終わっていないタイミングで事件が発生したため、世界中のソーシャルメディアユーザー、特にアメリカ合衆国、中国、ベトナムのユーザーがユナイテッド航空をボイコットするように求めた。
ユナイテッド航空の顧客は、ユナイテッド・ロイヤルティやクレジットカードをバラバラにした写真を撮影し、ソーシャルメディア上にアップロードした。また別の人々はハッシュタグ"#ChineseLivesMatters."を使用してブラック・ライヴズ・マター運動を行い、事件の調査を開始するようにアメリカ合衆国連邦政府に要求した。

### 証券市場
ユナイテッド航空の親会社であるユナイテッド・コンチネンタル・ホールディングス (UAL) の株価は、事件発生前の4月7日大引け時点で70.88ドルであった。事件後最初の取引日である4月10日には、0.9%上昇して71.52ドルとなった。4月11日には1.1%下落し終値は70.71ドルで、4月7日の終値よりも0.2%低かった。4月12日の取引ではまたも上昇に転じ取引時間内の時点で4月7日の終値よりも高い株価となった。
証券アナリストのS3 Partnersは、この事件がUALの将来の財務実績に与える影響について「航空会社の統合によりほとんどの路線で競争が激しくなっているため、消費者はUALを利用するしか選択肢がないかもしれません。その結果、最近では航空会社に関しては利用者の選択肢が減っていて、乗客がより長くより高価なフライトを選ばない限りUALの収益は予想されるほどには悪化しない可能性があります。」と述べた。アナリストのWolfe ResearchとCowen＆Co.もUALの将来の業績を確信していた。
航空会社株式の大手投資家であるウォーレン・バフェットはユナイテッド航空が"ひどい間違い" (terrible mistake) を犯したこと、そして一般大衆の認識がCEOオスカー・ムニョスの最初の反応に影響を与えたことを指摘した。